# The Aristocrats
The Aristocrats er en amerikansk dokumentarfilm fra 2005, der handler om aristokratvittigheden. Filmens ophavsmænd er komikerne Penn Jilette og Paul Provenza, den er klippet af Emery Emery og udsendt af ThinkFilm. Filmen er tilegnet Johnny Carson.

## Vittigheden
Aristokratvittigheden er grænseoverskridende vittighed, der har været kendt i mange år blandt komikere. Den består af tre dele, hvor første del sætter scenen, der går ud på, at en person (eller en familie) kommer ind til en agent og siger han (de) har et nummer. Anden del, der er den længste, beskriver dette nummer, mens klimakset i tredje del går ud på, at agenten spørger, hvad nummeret hedder, hvorpå personen (familien) siger, at det hedder "Aristokraterne". Midterdelen kan være kortere og længere, men beskriver typisk et grotesk og grænseoverskridende nummer med variationer over seksuelle temaer.
Filmen handler om, at en lang række komikere interviewes om deres forhold til denne vittighed samtidig med, at de hver især får lov til at fortælle deres version af den.

## Medvirkende
- Chris Albrecht
- Jason Alexander
- Hank Azaria
- Shelley Berman
- Billy the Mime
- Lewis Black
- David Brenner
- Mario Cantone
- Drew Carey
- George Carlin
- Margaret Cho
- Mark Cohen
- Carrot Top
- Billy Connolly
- Tim Conway
- Pat Cooper
- Wayne Cotter
- Andy Dick
- Frank DiGiacomo
- Phyllis Diller
- Susie Essman
- Carrie Fisher
- Joe Franklin
- Todd Glass
- Judy Gold
- Whoopi Goldberg
- Eddie Gorodetsky
- Gilbert Gottfried
- Dana Gould
- Allan Havey
- Eric Idle
- Dom Irrera
- Eddie Izzard
- Richard Jeni
- Jake Johannsen
- The Amazing Johnathan
- Alan Kirschenbaum
- Jay Kogen
- Sue Kolinsky
- Paul Krassner
- Cathy Ladman
- Lisa Lampanelli
- Richard Lewis
- Wendy Liebman
- Bill Maher
- Howie Mandel
- Merrill Markoe
- Jay Marshall
- Jackie Martling
- Chuck McCann
- Michael McKean
- Eric Mead
- Larry Miller
- Martin Mull
- Kevin Nealon
- Taylor Negron
- The Onion redaktionsmedlemmer
- Otto and George
- Rick Overton
- Gary Owens
- Trey Parker og Matt Stone
- The Passing Zone
- Penn & Teller
- Emo Philips
- Peter Pitofsky
- Kevin Pollak
- Paul Reiser
- Andy Richter
- Don Rickles
- Chris Rock
- Gregg Rogell
- Jeffrey Ross
- Jon Ross
- Rita Rudner
- Bob Saget
- T. Sean Shannon
- Harry Shearer
- Sarah Silverman
- Bobby Slayton
- The Smothers Brothers
- Carrie Snow
- Doug Stanhope
- David Steinberg
- Jon Stewart
- Larry Storch
- Rip Taylor
- Dave Thomas
- Johnny Thompson
- Peter Tilden
- Bruce Vilanch
- Fred Willard
- Robin Williams
- Steven Wright

Mange andre komikere blev filmet, men kom ikke med i filmen på grund af begrænsninger på dens længde. 